# Cufré (Uruguay)
Cufré es una localidad uruguaya del departamento de Colonia.

## Ubicación
La localidad se encuentra ubicada en la zona este del departamento de Colonia, sobre la cuchilla homónima, al oeste del arroyo homónimo, el cual sirve de límite con el departamento de San José. Se comunica al suroeste con la ciudad de Nueva Helvecia a través de la ruta 52.

## Historia
La localidad fue declarada pueblo por ley 8.448 del 24 de julio de 1929.
La Cantera Cufré fue una de las que aportó la piedra de granito de la rambla de Montevideo. 

## Población
Según el censo del año 2011 la localidad cuenta con una población de 353 habitantes.
| 2 008         | 496 | 429 | 402 | 314 | 405 | 353 |
| (Fuente: INE) |     |     |     |     |     |     |